# The Witness (1983)
The Witness ist ein Computerspiel der US-amerikanischen Firma Infocom aus dem Jahr 1983. Das Krimi-Textadventure lässt den Spieler als Polizist einen Mord aufklären, dessen Zeuge er war.

## Handlung
Die Handlung im Stil einer Kriminalgeschichte spielt in Los Angeles im Jahr 1938. Der Millionär Freemann Linder hatte die Polizei um Schutz vor einem Mann namens Stiles gebeten. Stiles hatte eine Affäre mit Linders Ehefrau, die nach Entdeckung der Affäre Selbstmord begangen hatte. Die Spielerfigur, ein Polizeiermittler, soll ermitteln und sucht eines Abends Linders Villa auf, wo dieser vor den Augen des Spielers durch eine Explosion getötet wird. Der Spieler ist der einzige Zeuge (englisch witness) des Mordes und hat bis zum Sonnenaufgang Zeit, den Mörder zu finden. Der Täter muss sich unter den vier Personen befinden, die zum Tatzeitpunkt auf dem Grundstück anwesend waren. Wie sich nach und nach herausstellt, hatten alle vier ein Motiv für die Tat. Unterstützt von Sergeant Duffy muss der Spieler Verdächtige vernehmen und Mordmotive sowie Mordgelegenheiten überprüfen, ehe der Täter überführt werden kann.

## Spielprinzip und Technik
The Witness ist ein Textadventure. Das Spiel stellt die jeweilige Spielumgebung sowie das Geschehen in Textform dar, die Visualisierung obliegt größtenteils der Fantasie des Spielers. Das Spiel findet wie bei einem Pen-&-Paper-Rollenspiel zugweise statt. Der Spieler gibt einen Zug als Befehl in natürlicher Sprache ein, wobei er auf die Spielumgebung, computergesteuerte Spielfiguren („NPCs“) oder mit sich geführte Gegenstände („Inventar“) Bezug nimmt. Das Herzstück des Spiels, der Parser, wertet wie der Spielleiter bei einem Pen-&-Paper-Rollenspiel die Eingabe aus, modelliert gegebenenfalls die Spielwelt um, teilt dem Spieler in Textform mit, was sein Zug bewirkt hat. Auf diese Weise kann der Spieler die Spielwelt erforschen, Rätsel lösen und dadurch die Handlung vorantreiben, wobei durch das Lösen bestimmter Rätsel weitere Areale der Spielwelt freigeschaltet werden. Das Adventure ist innerhalb eines Zeitlimits zu lösen. In der Verpackung des Spiels befinden sich mehrere Gegenstände, die Hinweise für die Spiellösung enthalten, zum Beispiel ein Telegramm Freemann Linders und einen Zeitungsartikel über ihn.

## Produktionsnotizen
Das Spiel basiert auf einer Idee von Marc Blank und Dave Lebling und wurde von Stuart Galley entwickelt. Technische Entwicklungsbasis des Textadventures ohne Grafik und Sound ist die Z-machine. Das Spiel wurde für die Heimcomputer Apple II, Atari-8-Bit, Atari ST, Commodore 64, Commodore Amiga, TRS-80 CoCo und TI-99/4A sowie für PCs mit dem Betriebssystem Mac OS oder MS-DOS umgesetzt. Die Veröffentlichung erfolgte ab dem 1. Juni 1983.
2019 wurde der Quelltext des Spiels auf dem Software-Entwicklungs-Repository GitHub veröffentlicht.

## Rezeption

### Zeitgenössische Rezensionen
Die deutsche Happy Computer sah einen abwechslungsreichen und interessanten Spielverlauf. Das Magazin lobte, die Texte hätten die literarische Qualität von Büchern, und man habe beim Spiel „den Eindruck, Teil eines gut geschriebenen Kriminalromans zu sein“. Kritisiert wurden, das man auf bestimmte Events des Spiels warten müsse. Das britische Magazin Computer & Video Games kritisierte, dass das Spiel durch eine eingebaute Hilfe-Funktion in Form des Assistenten Duffy zu einfach und in unter zwei Stunden lösbar sei.

### Retrospektiven
Eine Untersuchung zur Computerspielgeschichte und -theorie aus dem Jahr 2006 differenzierte: Einerseits seien die eigenständigen Aktionen der Nicht-Spieler-Charaktere positiv zu bewerten. Andererseits sei es für den Spieler selbst oft sehr schwierig, zur richtigen Zeit am richtigen Ort zu sein, um z. B. durch die Befragung eines Nicht-Spieler-Charakters der Spiellösung näher zu kommen. Problematisch seien auch die – durch Hardwarerestriktionen in den 1980er-Jahren bedingten – eingeschränkten Dialogmöglichkeiten der Nicht-Spieler-Charaktere. Nick Montfort, Professor für Digitale Medien am MIT, bezeichnete The Witness als „(im Vergleich zu Deadline) abgebrühtere Detektivgeschichte, deutlich beeinflusst von Pulp und vom Film noir“.